# Mansour Ojjeh
Mansour Akram Ojh (25 de septiembre de 1952 - 6 de junio de 2021) fue un empresario franco-sirio nacido en Arabia Saudita, conocido principalmente por ser propietario de la empresa TAG y por su vinculación por décadas en la Fórmula 1

## Biografía
Hijo de madre francesa – Irene – y del renombrado empresario sirio Akram Ojjeh, pasó gran parte de su infancia en Francia, estudiando en el Colegio Americano de París. Si bien provenía de una familia rica, pudiendo dedicarse  a la vida de playboy, Mansour obtuvo en 1974 un máster en negocios en Menlo College (Silicon Valley)  y además estudió estudió Leyes en la Universidad de Santa Clara, con el objetivo de involucrarse en los negocios familiares.
En 1978, luego de divorciarse de Irene, Mansour le presenta a su padre a Nahed, la joven hija de Mustafá Tlass, ministro de defensa y hombre de confianza del dictador sirio Háfez al-Ásad, con la que Akram termina casándose.

## Negocios
Akram Ojjeh se hizo rico gracias al negocio inmobiliario, aeronáutico y, principalmente, mediante la intermediación de contratos militares entra Francia y algunos países árabes. En 1975 funda el holding TAG -Techniques d'Avant Garde- sociedad de cartera con sede en Luxemburgo con intereses en todo el mundo con la intención de unificar sus variados negocios.
En 1985 se unen con la empresa Heuer para crear TAG Heuer como empresa subsidiaria, y que se enfoca en la producción de relojes deportivos y cronógrafos para competiciones.
TAG Aviation es otra de las subsidiarias que se encarga de proveer servicios relacionados con el transporte aéreo privado y administración de aeronaves, incluyendo compras, ventas y mantenimiento. Esta empresa tiene sedes en Europa y Norteamérica y fue dueña del aeropuerto de Farnborough.
Mansour también poseía el 10% de las joyerías de lujo Asprey y Garrard.
Sin embargo, el principal aporte de Mansour al negocio familiar fue el involucramiento de la empresa TAG en la Fórmula 1.

## Fórmula 1
Su primer contacto con la Fórmula 1 fue para el Gran Premio de Italia de 1978. Como amante de los automóviles que era quedó maravillado con los grandes premios, pero más importante aún, descubrió el potencial para sus negocios que este mundo acarreaba. 
Para ese entonces, la escudería Williams tenía patrocinio de empresas saudíes puesto que el rey de Arabia Saudita había sugerido a las empresas de su país invertir ahí. De ese modo, TAG inició su presencia en la categoría y, cuando al poco tiempo las otras empresas, como la constructora de carreteras Mohammed de propiedad de la familia Bin Laden, la empresa de mantenimiento de aeropuertos Dallah Avco o la empresa dedicada al comercio de productos árabes Albilad de propiedad del príncipe saudí Muhammad Bin Fahd, entre otras, retiraron su auspicio, TAG se convirtió en el anunciante principal de la escudería.
Sin embargo, Mansour veía la Fórmula 1 como una plataforma de inversión más allá del anuncio en los coches y propuso a Williams una mayor participación en la escudería, lo que tenía lógica siendo TAG una compañía de tecnología, a lo que Frank Williams se negó.
El dueño de McLaren, Ron Dennis vio la oportunidad. La era turbo se había instalado y los motores Porsche asomaban como líderes en esa tecnología, habiendo vencido ya en las 24 Horas de Le Mans. Porsche no deseaba invertir en la adaptación de sus motores para la categoría, por lo que Dennis le propuso a Ojjeh que TAG se uniera a ellos. Se invirtieron 5 millones de dólares y esos motores se llamaron TAG-Porsche, con los que McLaren de mano de Niki Lauda ganó el campeonato de 1984. A fines de 1984 Ron Dennis y Mansour Ojjeh eran socios en partes iguales de McLaren.
Mansour Ojjeh fue determinante en la relación de McLaren con Honda de fines de los años ’80, así como con Mercedes. También en el involucramiento de McLaren en otras categorías - mediante McLaren Electronics - como Indy y NASCAR y en el desarrollo del vehículo de calle McLaren F1.

## Enfermedad y muerte
A finales de 2013, Ojjeh se sometió a un trasplante de doble pulmón después de sufrir una enfermedad pulmonar por FPI durante los cuatro años anteriores, y recuperó la salud en 2014.
Ojjeh murió la mañana del 6 de junio de 2021 a la edad de 68 años. McLaren compitió con una librea de tributo con su nombre en el auto del equipo en el Gran Premio de Francia de 2021.